# Boris Nicolai
Boris Nicolai (geboren am 3. Juni 1985 in Sankt Ingbert) ist ein deutscher Bocciasportler.
Als Jugendlicher spielte Nicolai Tennis und war aktiver Schwimmer, bis er die Diagnose Muskeldystrophie erhielt. Im Jahr 2014 wurde er dann auf Boccia aufmerksam. Nicolai (funktionelle Klassifizierung BC4) spielt beim BRS Gersweiler-Ottenhausen. Sein Trainer war Edmund Minas (gestorben 2019), später Kristof Heller. Zu seinen Erfolgen zählen ein 3. Platz im Einzel bei der Weltmeisterschaft 2018 sowie der 2. Platz (Einzel) bei der Europameisterschaft 2019. Bei den Sommer-Paralympics im Jahr 2021 in Tokio war er der erste Deutsche, der in dieser seit 1984 paralympischen Sportart antrat. Er schied nach der Gruppenphase aus.
Nicolai arbeitet als Maschinenbautechniker.